# Janko Alexy
Janko Alexy (ur. 25 stycznia 1894 w Liptowskim Mikułaszu, zm. 22 września 1970 w Bratysławie) – prozaik i malarz słowackiego pochodzenia.
Urodził się w rodzinie rzemieślniczej. Od 1919 studiował malarstwo w Pradze, a następnie pół roku – w Paryżu. Pięć lat później otrzymał funkcję profesora rysunku w bratysławskim gimnazjum. Od 1927 poświęcił się wyłącznie pracy artystycznej, mając pracownie w Martinie (1930), Pieszczanach (1932) oraz Bratysławie (1937).
Jako literat już w czasach studenckich w 1922 założył pismo literackie Svojet, w którym często zamieszczał swoje dzieła. W 1964 otrzymał zaszczytny tytuł Artysty Narodowego (Národný umelec).

## Publikacje
- Jarmilka (debiut 1924)
- Grétka (1928)
- Veľká noc (1930)
- Hurá! (1935)
- Zlaté dno (1940)
- Už je chlap na nohách (1936)
- Dom horí (1942)
- Osudy slovenských výtvarníkov (1948)
- Život nie je majáles (1956)
- Ovocie dozrieva (1957)
- Tam ožila sláva (1970)